# انیمال کراسینگ: افق‌های جدید
انیمال کراسینگ: افق‌های جدید (انگلیسی: Animal Crossing: New Horizons) یک بازی ویدئویی در سبک شبیه‌سازی زندگی است که توسط نینتندو و در سال ۲۰۲۰ و در پلت‌فرم نینتندو سوئیچ منتشر شده‌است.